# Marian Zembala

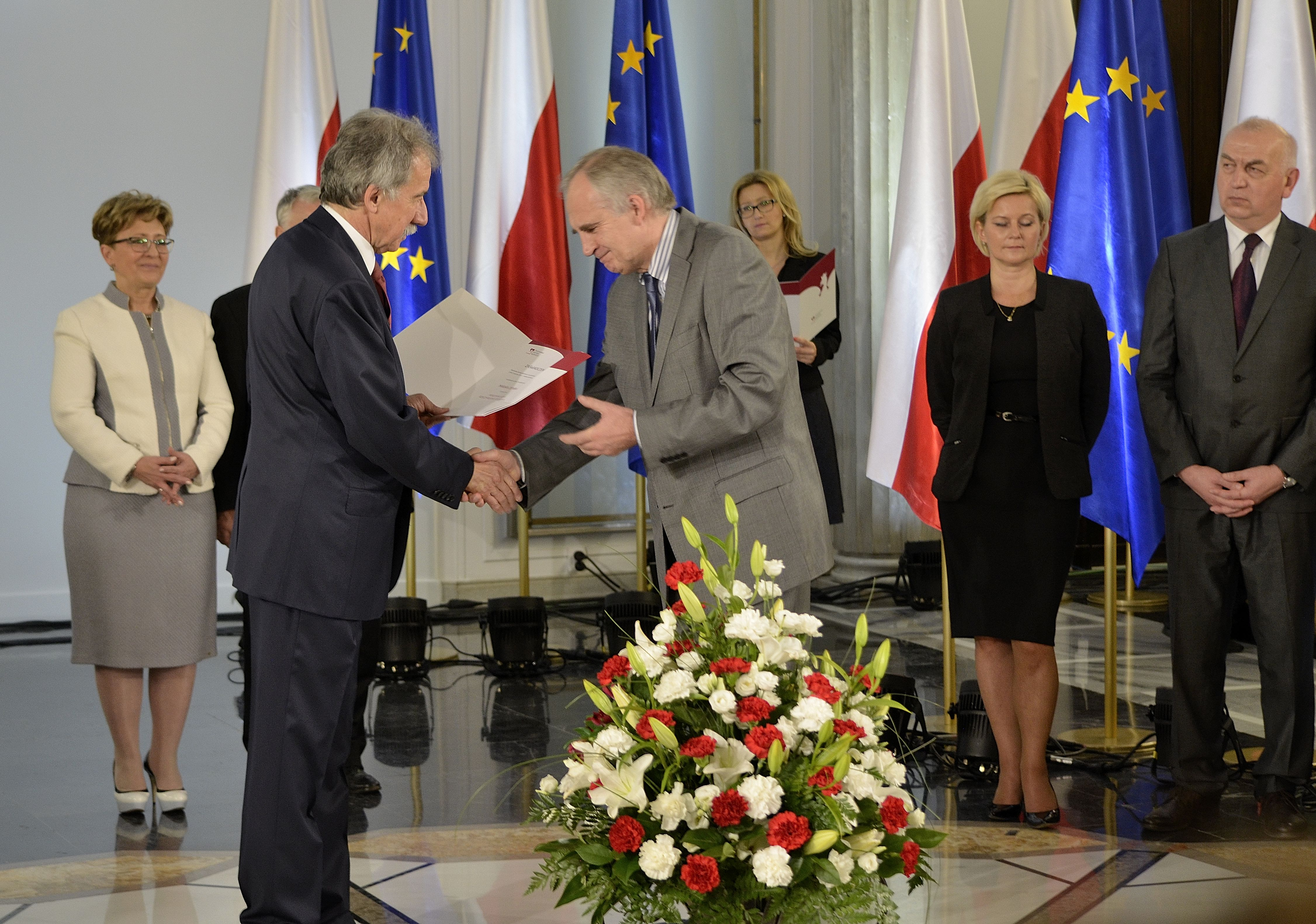
Marian Zembala odbierający z rąk przewodniczącego PKW Wojciecha Hermelińskiego zaświadczenie o wyborze na posła VIII kadencji (2015)

Marian Zembala (ur. 11 lutego 1950 w Krzepicach, zm. 19 marca 2022 w Zbrosławicach) – polski lekarz, kardiochirurg, profesor nauk medycznych, w 2015 minister zdrowia, poseł na Sejm VIII kadencji. Kawaler Orderu Orła Białego.

## Życiorys

### Wykształcenie i działalność zawodowa
W rodzinnych Krzepicach ukończył szkołę podstawową i liceum. Marian Zembala wspominał, że tamtejsi nauczyciele rozbudzili w nim zainteresowanie medycyną. W 1974 ukończył z wyróżnieniem studia na Wydziale Lekarskim Akademii Medycznej we Wrocławiu, otrzymał równocześnie ogólnopolskie wyróżnienie Primus Inter Pares. Od 1975 do 1981 był asystentem i starszym asystentem w Klinice Chirurgii Serca tej uczelni. Po uzyskaniu stopnia doktora nauk medycznych objął stanowisko adiunkta. Od 1980 przez kilka lat przebywał w Holandii na stażu naukowym na Uniwersytecie w Utrechcie, skąd w 1985 powrócił na zaproszenie profesora Zbigniewa Religi, by podjąć pracę w utworzonej wówczas, i kierowanej przez niego, Katedrze i Klinice Śląskiej Akademii Medycznej w Zabrzu. Był uczestnikiem pierwszej udanej transplantacji serca w zespole Zbigniewa Religi. Specjalizował się następnie w zakresie kardiochirurgii. W 1992 habilitował się na podstawie dorobku naukowego oraz rozprawy pt. Chirurgiczna reperfuzja mięśnia sercowego w świeżym zawale. W latach 1992–1995 był członkiem rady naukowej World Society of Cardio-Thoracic Surgeons.
W 1993 objął funkcję dyrektora Śląskiego Centrum Chorób Serca w Zabrzu. W 1997 został członkiem Krajowej Rady Transplantacyjnej, a w latach 1997–1999 był prezesem Polskiego Towarzystwa Transplantacyjnego. W 1998 otrzymał tytuł profesora nauk medycznych. Doszedł do stanowiska profesora zwyczajnego Śląskiego Uniwersytetu Medycznego i kierownika Katedry Kardiochirurgii i Transplantologii. W pracy zawodowej Marian Zembala specjalizował się w transplantologii serca i płuc, w 1997 jako pierwszy w Polsce wykonał transplantację pojedynczego płuca. W 2001 jako pierwszy w Polsce przeszczepił choremu płuco-serce, dokonał także zabiegu wszczepienia by-passów 103-letniej pacjentce. W 2011 został przewodniczącym rady naukowej przy ministrze zdrowia, a także krajowym konsultantem z zakresu kardiochirurgii.
Był promotorem kilkunastu prac doktorskich, był członkiem krajowym korespondentem Polskiej Akademii Umiejętności, a także członkiem Komitetu Nauk Klinicznych Polskiej Akademii Nauk, Polskiego Towarzystwa Kardiologicznego, International Society for Heart and Lung Transplantation. Pełnił funkcję redaktora naczelnego czasopism naukowych „Kardiochirurgia i Torakochirurgia Polska” oraz „Interactive CardioVascular and Thoracic Surgery”. W kadencji 2017–2018 zajmował stanowisko prezesa Europejskiego Towarzystwa Kardio-Torakochirurgicznego (EACTS).
W 2017 ukazał się wywiad rzeka z Marianem Zembalą pt. Spotkania. Opowieść o wierze w człowieka, który przeprowadził Dawid Kubiatowski.

### Działalność polityczna
W wyborach samorządowych w 2014 z ramienia Platformy Obywatelskiej uzyskał mandat radnego Sejmiku Województwa Śląskiego V kadencji. Kandydował z pierwszego miejsca w okręgu 5 i uzyskał 27 275 głosów. 15 czerwca 2015 premier Ewa Kopacz poinformowała o wysunięciu jego kandydatury na urząd ministra zdrowia. Następnego dnia został zaprzysiężony przez prezydenta Bronisława Komorowskiego.
W wyborach parlamentarnych w 2015 jako kandydat Platformy Obywatelskiej uzyskał w okręgu katowickim mandat poselski, otrzymując 53 610 głosów. 16 listopada 2015 zakończył pełnienie funkcji ministra. W 2019 nie ubiegał się o poselską reelekcję.

## Życie prywatne
Syn Kazimierza i Krystyny. Zamieszkał w Tarnowskich Górach. Był żonaty z Hanną, miał czworo dzieci: Michała, Joannę, Pawła i Małgorzatę.
W 2018 przeszedł udar mózgu, od tego czasu poruszał się na wózku inwalidzkim. Zmarł 19 marca 2022 wskutek utonięcia w basenie na terenie swojego domu w Zbrosławicach. Według wstępnych ustaleń prowadzonego przez prokuratora postępowania przyczyną było samobójstwo. Marian Zembala pozostawił też list pożegnalny. Pochowany na cmentarzu parafii Wniebowzięcia NMP w Zbrosławicach.

## Odniesienia w kulturze
W filmie Bogowie (2014) w rolę Mariana Zembali wcielił się Piotr Głowacki. Sam Marian Zembala zagrał w nim epizodyczną rolę członka komisji etyki lekarskiej, przed którą stawił się Zbigniew Religa (grany przez Tomasza Kota).

## Publikacje
- Spotkania. Opowieść o wierze w człowieka. Marian Zembala w rozmowie z Dawidem Kubiatowskim (Editio, 2017)

## Odznaczenia, wyróżnienia i upamiętnienie
Ordery i odznaczenia
- Order Orła Białego (2022, pośmiertnie)[22][23][24]
- Krzyż Komandorski Orderu Odrodzenia Polski (2011)[25]
- Krzyż Kawalerski Orderu Odrodzenia Polski (2004)[26]
- Medal 100-lecia Odzyskania Niepodległości (2019)[27]
- Odznaka Honorowa za Zasługi dla Ochrony Praw Dziecka (2016)[28]
- Order Za Zasługi III stopnia (Ukraina, 2008)[29]
- Krzyż „Pro Ecclesia et Pontifice” (2012)[30]
- Benemerenti (2012)[4]
- Order Uśmiechu (2005)[31]

Nagrody i wyróżnienia
- Honorowy obywatel województwa opolskiego (2005)[32], Krzepic (2005)[4], Zabrza (2009)[33]
- Perła Honorowa Polskiej Gospodarki w kategorii nauka (2010)[34]
- Śląska Nagroda im. Juliusza Ligonia (2010)[35]
- „Cegła Janoscha” (2011), nagroda przyznawana przez katowicką redakcję „Gazety Wyborczej” dla osób zasłużonych dla krzewienia górnośląskiej tożsamości[36]
- Tytuł doktora honoris causa Uniwersytetu Medycznego im. Piastów Śląskich we Wrocławiu (2018)[37]
- Lux ex Silesia (2021)[38]

Upamiętnienie
W 2024 jego imieniem nazwano plac w Tarnowskich Górach, położony pomiędzy ulicą Częstochowską a dworcem kolejowym.